# Stadsomroep Den Haag
Stadsomroep Den Haag is een lokale omroep in Den Haag. De omroep is vooral bekend als Den Haag FM. Daarnaast heeft het ook de zender Den Haag Totaal voor doelgroepenradio. Den Haag Totaal is alleen op de kabel te horen en via de website.

## Profiel en organisatie
In februari 2022 besloot de gemeenteraad van Den Haag om Stadsomroep Den Haag aan te wijzen als lokale omroep voor de komende vijf jaar.
De lokale omroep staat onder leiding van directeur Henk Lemckert en hoofdredacteur Henk Ruijl. De dagelijkse leiding is in handen van journalistiek leider Maarten Brakema en zakelijk leider Pelle Matla.
De omroep werkt sinds 2011 samen met Omroep West, de regionale omroep voor het noordelijk deel van de provincie Zuid-Holland. Daarnaast werkt de omroep samen met FunX.

## Prijzen
Den Haag FM is meerdere keren onderscheiden. In 2021 ontving politieke programma Spuigasten een Haagse Media Award in de categorie 'podcast/radio'. Het programma werd in 2022 bekroond met een Haagse Persprijs: de Flaneur. Het programma Haags Bakkie werd in 2021 genomineerd als 'beste initiatief' door Popradar Den Haag.

## Radio
Bob Staat Op met presentator Bob Brinkman is elke werkdag op Den Haag FM te horen van 7.00 tot 10.00 uur 's ochtends. Daarna neemt presentator Jessica Mendels met het programma Haags Bakkie tussen 10.00 en 12.00 uur het stokje over. En van 12.00 tot 14.00 presenteert Tom Lash het programma: Lunchroom Lash. In de middag- en avonduren en in het weekend presenteren vrijwilligers radioprogramma's. De meeste radioprogramma's worden gemaakt vanuit de Centrale Bibliotheek aan het Spui. De programma's in de avonduren komen vanuit de studio aan de Laan van 's-Gravenmade 4 in Ypenburg. De meeste radioprogramma's zijn ook te zien op het tv-kanaal van Den Haag FM. Ook worden verschillende radioprogramma's aangeboden als podcast. Den Haag FM heeft in 2022 elf podcasts. De volgende programma's worden uitgezonden:
| - Achter De Haagse Duinen - Bob Staat Op - CultuurBoulevard - De Nieuwe Van Nierop | - Dossier Mastenbroek - Dutchbuzz - Haags Bakkie - Haags Groen | - Haagse Helden - Haagse Invloeden - Het Woordenrijk - Kunstlicht | - Live wedstrijdverslagen ADO Den Haag - Lunchroom Lash - Radio Tonka - Royal Dance Grooves | - Sportsignaal - Spuigasten - Straatwijs - Vrijmibo - Young Agga |

## Televisie
Het televisie-kanaal van Den Haag FM, eerder bekend als Den Haag TV, biedt programma's over uitgaan, wijknieuws, evenementen en doordeweeks een dagelijks nieuwsbulletin. Lokale muzikanten, hiphopartiesten, en singer-songwriters krijgen een podium bij Den Haag FM. De volgende programma's worden uitgezonden:
| - Den Haag in 60 seconden - Escamp Journaal - Haaglanden Voetbal | - Haags TV Journaal - NOS Nieuws van de Week | - RBU TV - Zaterdag Live |

## Online

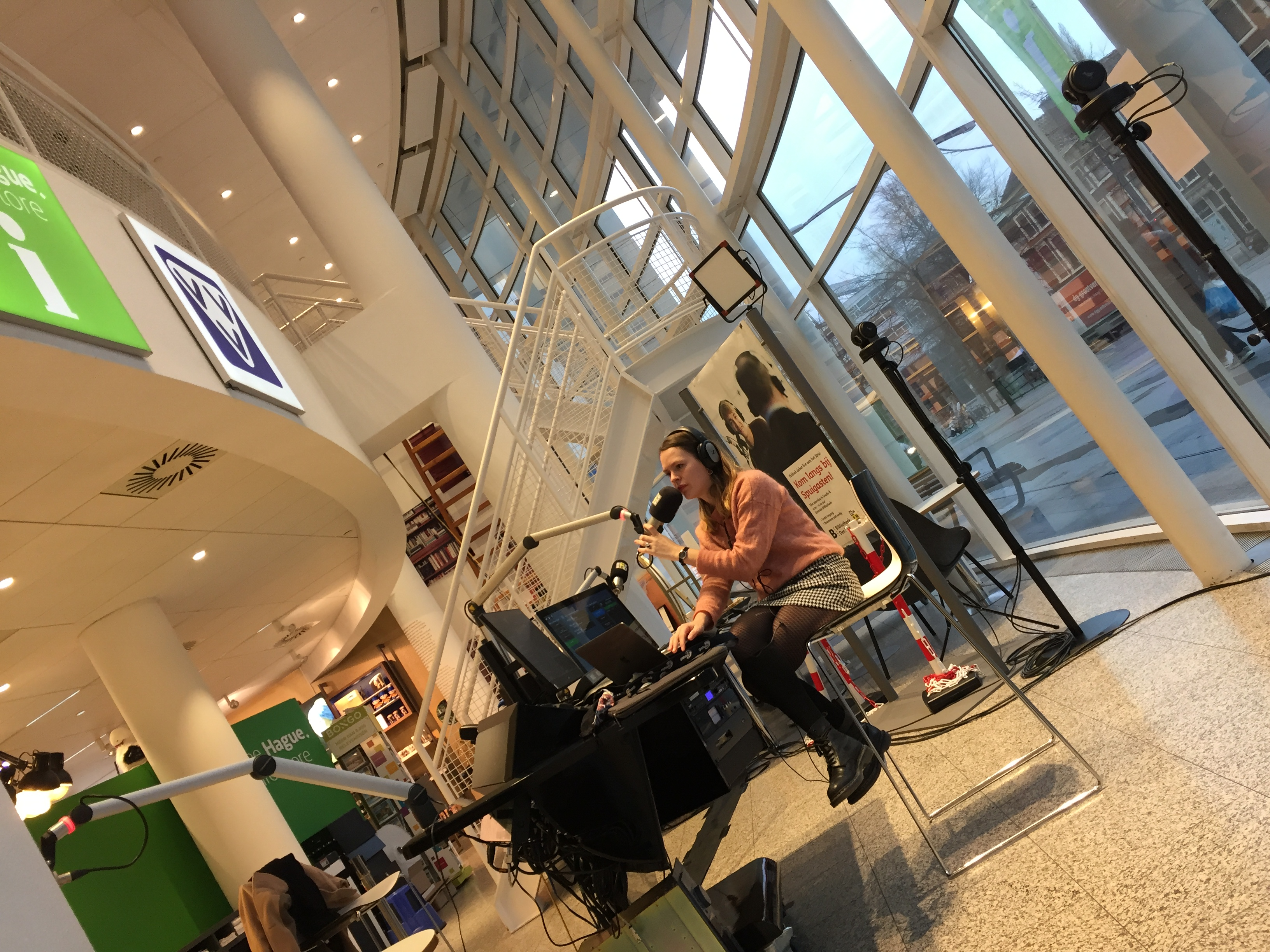
De studio van Den Haag FM in de Centrale Bibliotheek aan het Spui.

De website en app zijn de belangrijkste kanalen van Den Haag FM. Op de site en app worden gebruikers op de hoogte gehouden van het laatste nieuws in Den Haag, met speciale aandacht voor calamiteiten, politiek, kunst, cultuur en sport.

## Bekende (voormalig) medewerkers
- Henk Bres
- Ron Fresen
- Tom Lash
- Jessica Mendels
- Justin Verkijk
- Marcel Verreck
- Harry Zevenbergen